# Antreville
Antreville es un lugar designado por el censo ubicado en el Condado de Abbeville, en el estado estadounidense de Carolina del Sur. La localidad en el año 2000 tiene una población de 118 habitantes en una superficie de 10.2 km², con una densidad poblacional de 11.6 personas por km². 

## Geografía
Antreville se encuentra ubicado en las coordenadas 34°18′15″N 82°32′31″O / 34.30417, -82.54194. Según la Oficina del Censo, el pueblo tiene un área total de 10,2 km² (3,9 mi²), de la cual 10,2 km² (3,9 mi²) es tierra y 0 km² (0 mi²) (0.0%) es agua.

## Demografía
En el 2000 la renta per cápita promedia del hogar era de $32.031, y el ingreso promedio para una familia era de $40.000. El ingreso per cápita para la localidad era de $17.961. En 2000 los hombres tenían un ingreso per cápita de $23.056 contra $16.797 para las mujeres. Alrededor del 17.60% de la población estaba bajo el umbral de pobreza nacional. 